# عضو دائم في مجلس الأمن التابع للأمم المتحدة

الدول دائمة العضوية في مجلس الأمن التابع للأمم المتحدة.

الدول الأعضاء الدائمين في مجلس الأمن التابع للأمم المتحدة (بالإنجليزية: permanent members of the United Nations Security Council)‏ معروفة أيضاً باسم الدول دائمة العضوية أو الخمس الكبار تتضمن حكومات الصين، فرنسا، روسيا، المملكة المتحدة والولايات المتحدة. يمثلون القوى العظمى المنتصرة في الحرب العالمية الثانية. تمتلك كل من الدول دائمة العضوية حق النقض، مما يمكنها من منع تبني أي مشروع قرار ضمن المجلس بغض النظر عن القبول الدولي لمشروع القرار هذه.

## الأعضاء الحاليون
| الدولة           | الكيان السياسي الممثل حالياً                        | كيانات سياسية ممثلة سابقاً                                                               | المندوبون الحاليون   |
| ---------------- | -------------------------------------------------- | --------------------------------------------------------------------------------------- | -------------------- |
| الصين            | جمهورية الصين الشعبية                              | جمهورية الصين (1945–1971)                                                               | تشانغ جون ‏           |
| فرنسا            | الجمهورية الفرنسية                                 | الحكومة المؤقتة للجمهورية الفرنسية (1945–1946) · الجمهورية الفرنسية الرابعة (1946–1958) | نيكولا دي ريفيير     |
| روسيا            | روسيا الاتحادية                                    | اتحاد الجمهوريات السوفيتية الاشتراكية (1945–1991)                                       | فاسيلي نيبينزيا      |
| المملكة المتحدة  | المملكة المتحدة لبريطانيا العظمى وأيرلندا الشمالية | —                                                                                       | باربرا وودورد        |
| الولايات المتحدة | الولايات المتحدة الأمريكية                         | —                                                                                       | ليندا توماس-غرينفيلد |

## تاريخه
عند تأسيس الأمم المتحدة عام 1945، كان الأعضاء الخمسة الدائمون في مجلس الأمن هم الجمهورية الفرنسية، وجمهورية الصين، والاتحاد السوفيتي، والمملكة المتحدة، والولايات المتحدة. تغير مقعدان منذ ذلك الحين، على الرغم من أن ذلك لم يعدّل المادة 23 من ميثاق الأمم المتحدة وفقًا لذلك:
- شغل مقعد الصين في الأصل من قبل الحكومة القومية لجمهورية الصين. ومع ذلك، فقد خسرت الحرب الأهلية الصينية وتراجعت إلى جزيرة تايوان في عام 1949. سيطر الحزب الشيوعي الصيني على البر الرئيسي للصين وأسس جمهورية الصين الشعبية. في عام 1971، أقرت الجمعية العامة للأمم المتحدة القرار رقم 2758 بأن جمهورية الصين الشعبية هي الممثل القانوني للصين في الأمم المتحدة، ومنحتها مقعدًا في مجلس الأمن كانت تشغله جمهورية الصين، والتي طُردت من الأمم المتحدة تمامًا. تواصل كل من جمهورية الصين وجمهورية الصين الشعبية المطالبة بالسيادة القانونية على كامل الصين (بما في ذلك تايوان). ومع ذلك، لا تزال 14 دولة فقط تعترف رسميًا بجمهورية الصين باعتبارها الحكومة الشرعية الوحيدة للصين.[7][8][9]
- بعد تفكك الاتحاد السوفياتي في عام 1991، اعتُرف بروسيا كخلف قانوني للاتحاد السوفيتي وحافظت على موقف هذا الأخير في مجلس الأمن.

بالإضافة إلى ذلك، أصلحت فرنسا حكومتها المؤقتة في الجمهورية الفرنسية الرابعة في عام 1946 وبعد ذلك في الجمهورية الفرنسية الخامسة في عام 1958، وكلاهما تحت قيادة شارل ديغول. حافظت فرنسا على مقعدها حيث لم يكن هناك تغيير في وضعها الدولي أو الاعتراف بها، على الرغم من أن العديد من ممتلكاتها في الخارج أصبحت مستقلة في النهاية.
كانت الدول الخمس دائمة العضوية في مجلس الأمن هي القوى المنتصرة في الحرب العالمية الثانية وحافظت على أقوى قوة عسكرية في العالم منذ ذلك الحين. يتصدرون سنويًا قائمة البلدان ذات النفقات العسكرية الأعلى إلى جانب الهند وألمانيا؛ في عام 2011، أنفقوا أكثر من تريليون دولار أمريكي على الدفاع، وهو ما يمثل أكثر من 60% من النفقات العسكرية العالمية (الولايات المتحدة وحدها تمثل أكثر من 40%). كما أنها من بين أكبر 10 دول مصدرة للأسلحة في العالم وهي الدول الوحيدة المعترف بها رسميًا باسم (الدول الحائزة للأسلحة النووية) بموجب معاهدة عدم انتشار الأسلحة النووية، على الرغم من وجود دول أخرى معروفة أو يعتقد أنها تمتلك أسلحة نووية.

## التوسع
كانت هناك مقترحات تشير إلى إدخال أعضاء دائمين جدد. المرشحون المذكورون عادة هم البرازيل وألمانيا والهند واليابان. وهم يشكلون مجموعة من أربع دول تعرف باسم دول جي ٤، والتي تدعم بعضها بعضًا طلبات الحصول على مقاعد دائمة.
هذا النوع من الإصلاح عارضته تقليديًا مجموعة الاتحاد من أجل الإجماع، التي تتكون أساسًا من دول منافسة إقليميين ومنافسين اقتصاديين لمجموعة جي ٤. وتتكون المجموعة من إيطاليا وإسبانيا (ضد ألمانيا) والمكسيك وكولومبيا والأرجنتين (ضد البرازيل) وباكستان (معارضة الهند) وكوريا الجنوبية (ضد اليابان) بالإضافة إلى تركيا وإندونيسيا وغيرها. منذ عام 1992، اقترحت إيطاليا وأعضاء المجلس الآخرون مقاعد شبه دائمة أو زيادة عدد المقاعد المؤقتة.
يُنتخب معظم المرشحين الرئيسيين للعضوية الدائمة بانتظام في مجلس الأمن من قبل مجموعاتهم. انتُخبت اليابان لأحد عشر فترة لمدة عامين، والبرازيل لمدة عشر فترات، وألمانيا لثلاث فترات. انتُخبت الهند لعضوية المجلس ثماني مرات، وكانت آخر مرة عام 2020.

## حق النقض
يشير حق النقض إلى السلطة الممنوحة فقط للأعضاء الدائمين والتي تخولهم منع تبني أي مشروع قرار ضمن المجلس بغض النظر عن القبول الدولي الذي يلقاه هذا المشروع. يتم تفعيل حق النقض من قبل أي من الأعضاء الخمس بالتصويت بالرفض على مشروع القرار. الامتناع عن التصويت أو غياب العضو دائم العضوية لا يمنع تبني مشروع القرار.

## القادة الحاليون للأعضاء الدائمين في مجلس الأمن التابع للأمم المتحدة
يرد أدناه رؤساء الحكومات التي تمثل الدول دائمة العضوية في مجلس الأمن التابع للأمم المتحدة اعتبارًا من 2022:

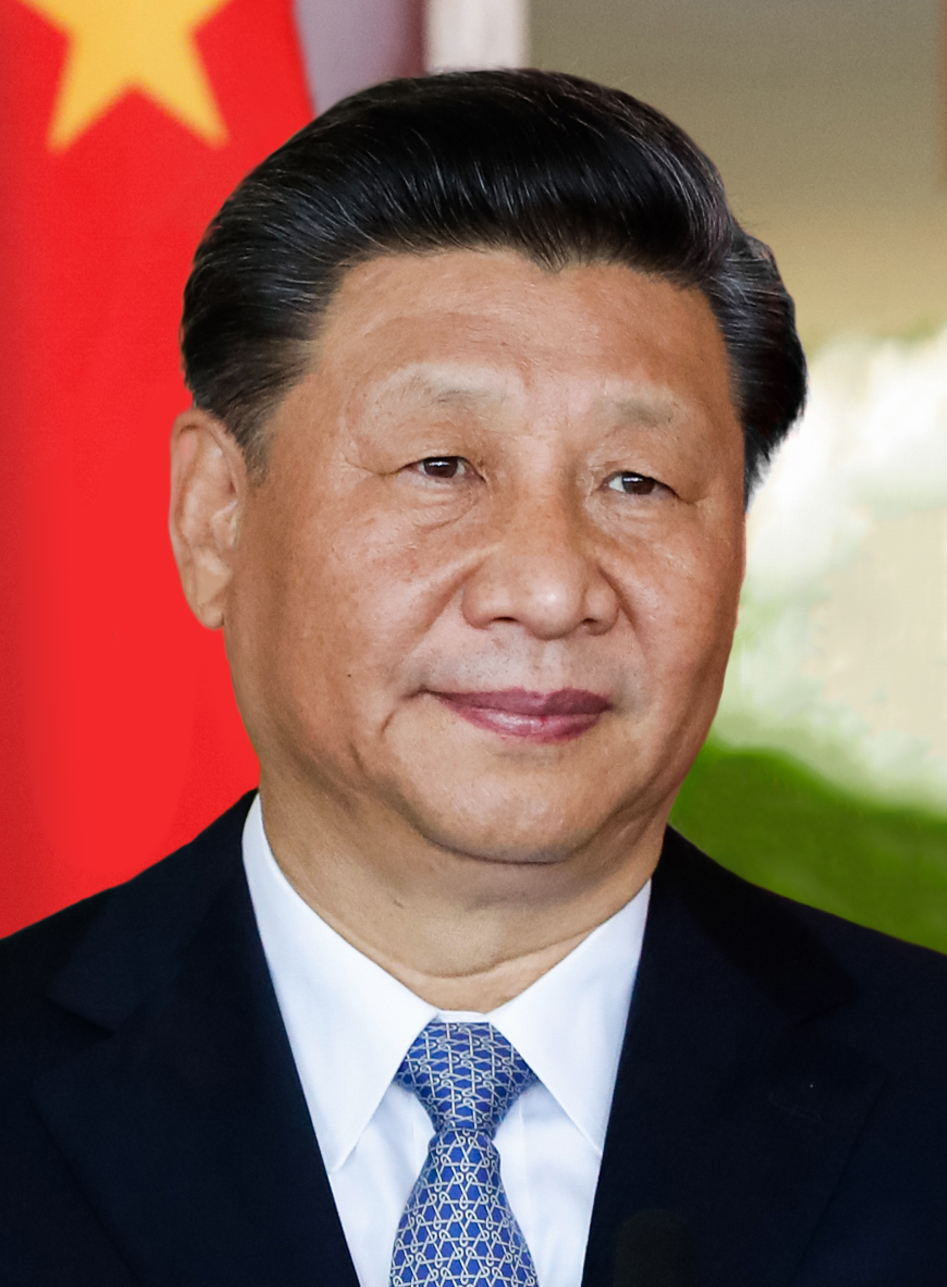
شي جين بينغ القائد الأعلى لجمهورية الصين الشعبية منذ 15 تشرين الثاني / نوفمبر 2012[ب]
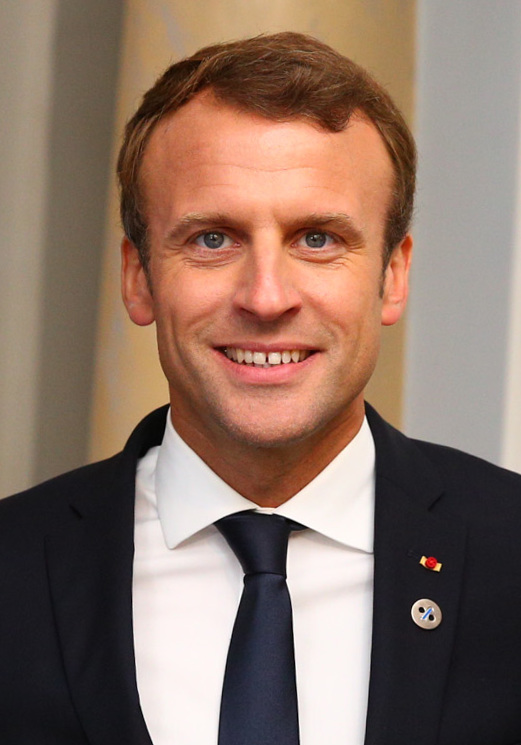
إيمانويل ماكرون رئيس الجمهورية الفرنسية منذ 14 أيار / مايو 2017
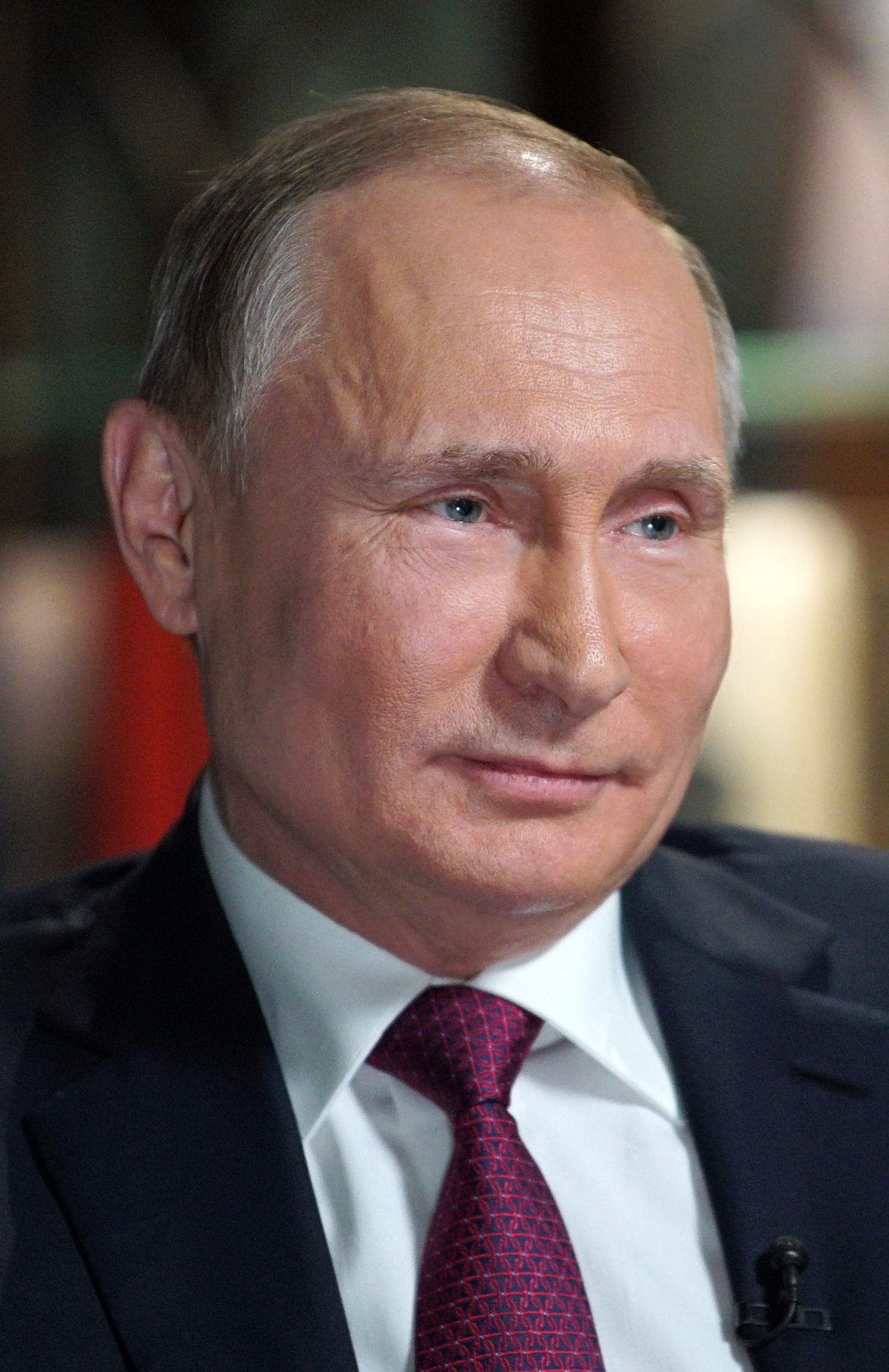
فلاديمير بوتين رئيس روسيا الاتحادية منذ 7 أيار / مايو 2012[ج]
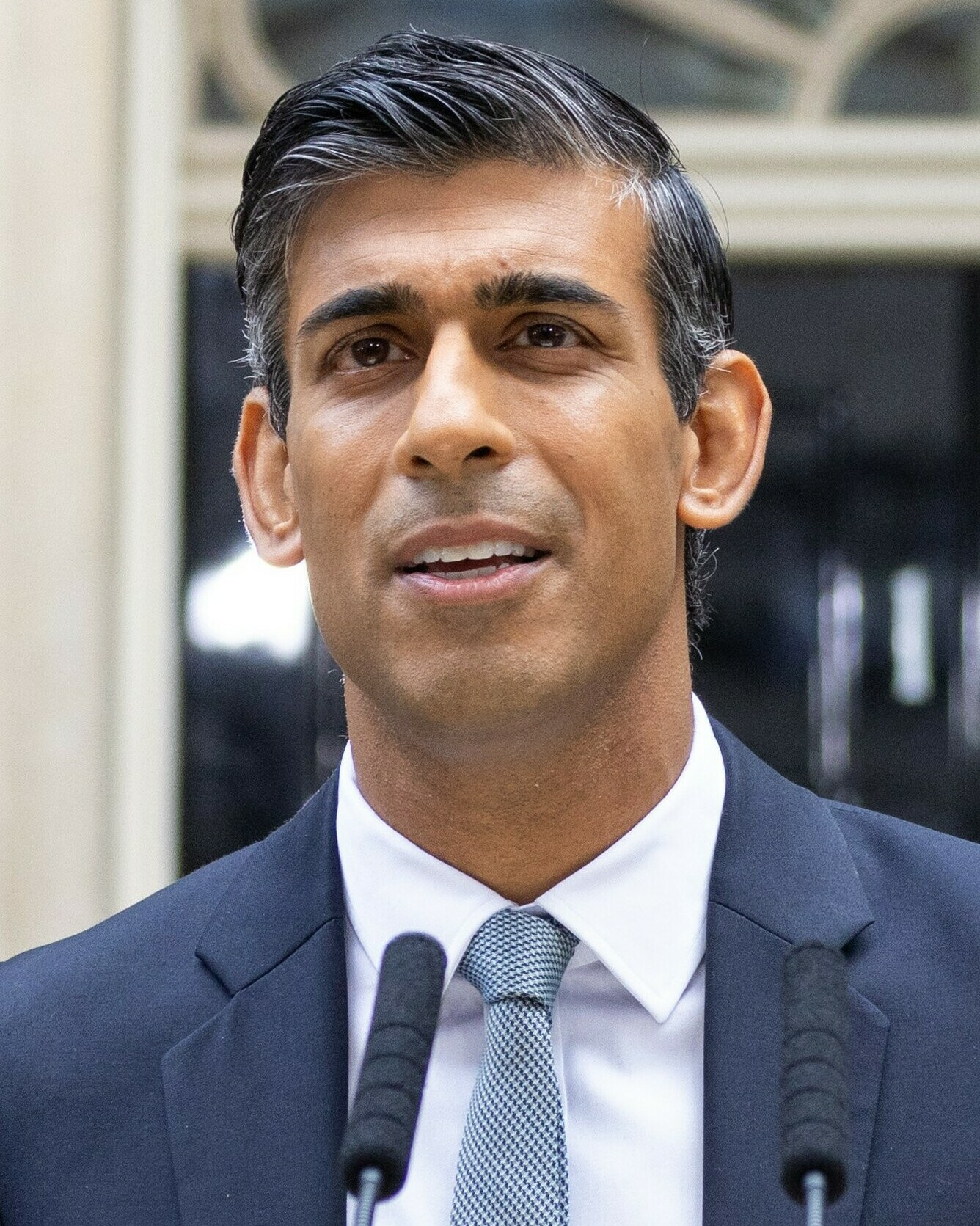
ريشي سوناك رئيس وزراء المملكة المتحدة لبريطانيا العظمى وأيرلندا الشمالية منذ 25 تشرين الأول / أكتوبر 2022
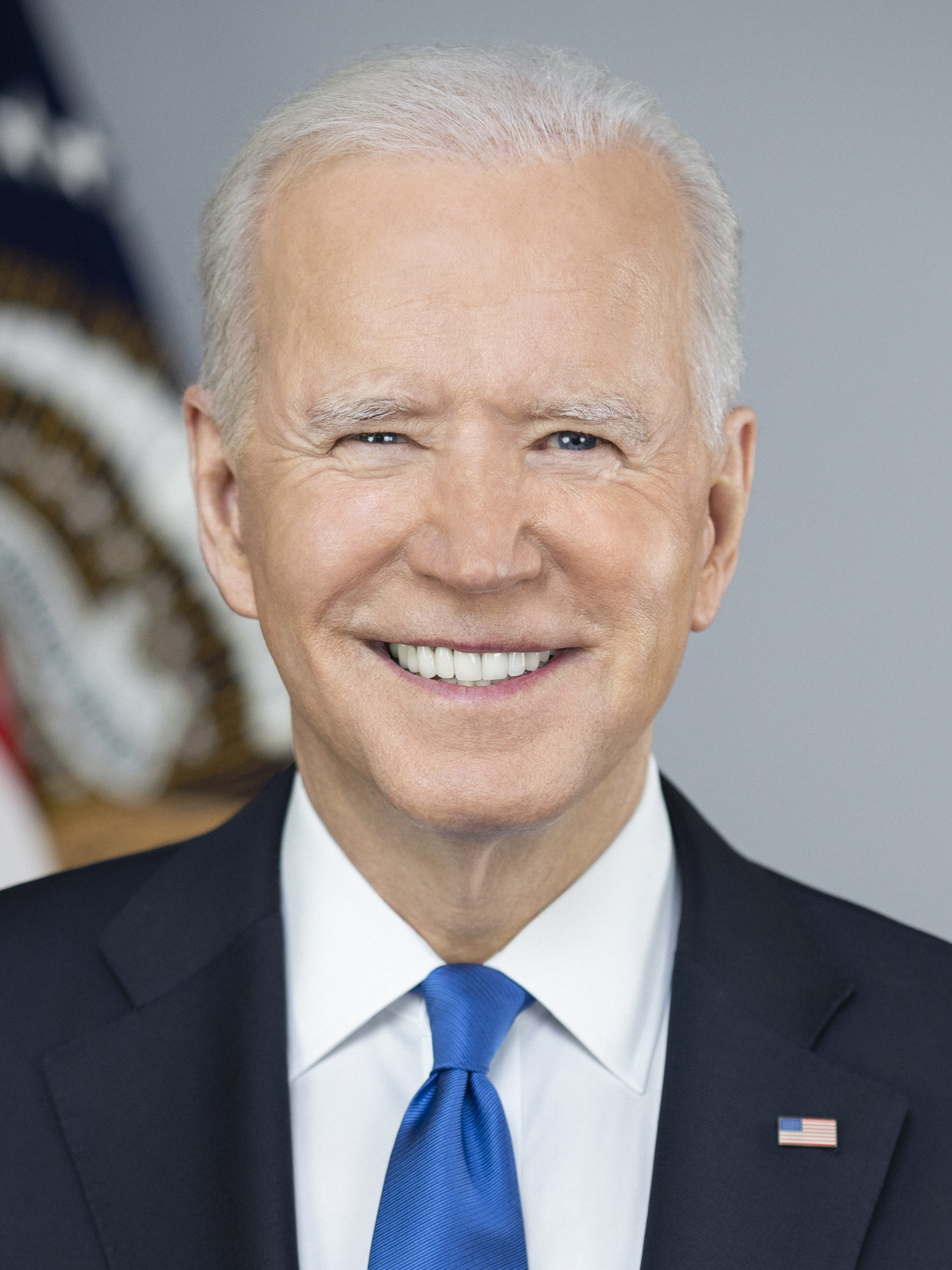
جو بايدن رئيس الولايات المتحدة الأمريكية منذ 20 كانون الثاني / يناير 2021